# سیلور (تگزاس)
سیلور، تگزاس(به انگلیسی: Silver, Texas) شهری در ایالت تگزاس از ایالات جنوبی ایالات متحده آمریکا است.

## جستارهای ویژه
- فهرست شهرهای تگزاس